# Löderup
Löderup è un'area urbana della Svezia situata nel comune di Ystad, contea di Scania.
La popolazione rilevata nel censimento 2010 era di 550 abitanti .  Qui vive il padre del commissario Wallander noto personaggio dei romanzi di Henning Mankell.